# أسطورة الموتى الأحياء
أسطورة الموتى الأحياء هي الرواية رقم 5 من سلسلة ما وراء الطبيعة التي تصدرها المؤسسة العربية الحديثة ضمن روايات مصرية للجيب للكاتب أحمد خالد توفيق تعد السلسلة أول سلسلة روايات عربية في أدب الرعب.

## أحداثالرواية
يزور رفعت إسماعيل جمايكا مع صديقه الأمريكي هاري شيلدون وزوجته ليندا شيلدون وطفلهما جيمي من أجل السياحة، وفي أثناء وجودهم في أحد البارات يدخل علي البار رجلا يبدوى أقرب إلى الجثة منه إلى أنسان، ويطلب من الساقى شيء يشربه، فيقوم هارى بتصويره فيطلب منه المسخ الكاميرا ولكن هارى ورفعت يرفضان فيتوعدهما باللعنة، وفي الفندق يأتي فتى يدعى جابرييل يطلب من رفعت أن يتبعه، ليقابل الأم مارشا الساحرة التي تخبره أن المسخ الذي دخل البار من الزومبى أو الموتى الأحياء، وتخبره بنبؤة غريبة.
وفي اليوم التالي بعد أن يخبر رفعت هارى عن ليلة أمس، لا يهتم هارى بكل ما حدث ويخبره أن الليلة هي ليلة الموتى الأحياء، وأنهم يجب أن يصوروا ما سيحدث لأنها ستكون أول مرة يتم فيها تصوير ذلك، وينجحون في تصوير الأحتفال المجنون ولكن رفعت يتدخل بعد أن رأى دمية تمثل ليندا شيلدون، فيخطفها منهم لأنهم يمكن أن يؤذون ليندا عن طريق هذه الدمية، وينجحون في الهرب والعودة للعاصمة ليكتشفوا أن ليندا وجيمى قد أختفيا.
و يجدون ورقة من الموتى الأحياء يطلبون فيها شرائط تصوير الأحتفال التي بحوزتهما، فيذهبون إلى الأم مارشا ويعرضون عليها الأحتفال لتقول لهم أنه ليس أحتفال حقيقى للموتى الأحياء، ويحاول رفعت وهارى أن يعدا فخ لهؤلاء ولكنهما يسقطا في قبضتهم، ليكتشفا أنهم ليسا موتى أحياء ولكنهم مرضى بالجذام الذي يجعل أشكالهم مثل الموتى الأحياء، وأنهم يعملون طوع أمر د. رينيه دلمار الذي كان من المفترض أن يعالجهم من مرض الجذام، ولكنه يقوم بذلك من أجل البوكسيت حيث يقوم بتهريبه للخارج، وتظهر الأم مارشا وتنجح في أنقاذهم وتقود ثورة المرضى ضد د. دالمار لينتهى الأمر بموته.

## أبطال الرواية
- رفعت إسماعيل : طبيب أمراض الدم والأستاذ الجامعي الكهل المقيم بالقاهرة، نحيل، أصلع، ذو عوينات، يعاني من كتيبة من الأمراض منها على سبيل المثال لا الحصر : القرحة المعدية، ضيق الشرايين، الربو الشعبي، التهاب الرئة، آلام المفاصل، قلق، متشائم، نحس يقع في المصائب.
- هاري شيلدون : صديق رفعت أمريكي. مهندس كمبيوتر عصبي مُشاجِر، يظهر معه زوجته ليندا شيلدون وطفلهما جيمي.
- ليندا شيلدون:زوجة هارى الحسناء.
- الأم مارشا : ساحرة عجوز تساعدهم في كشف لغز الموتى الأحياء، وتظن أن رفعت يحبها ولكنها لا تحبه.
- جابرييل:ابن الام مارشا.

## آراء ونقاش حول الرواية
- آراء القراء حول رواية أسطورة الموتى الأحياء على موقع أبجد
- لمعرفة المزيد من التفاصيل والآراء حول الموضوع راجع منتدى شبكة روايات التفاعلية